# Bird
Bird je biografska drama Clinta Eastwooda iz 1988. s Forestom Whitakerom u ulozi jazz saksofonista Charlieja 'Birda' Parkera.
Film je sastavljen kao kolaž scena iz Parkerova života, od njegovog djetinjstva u Kansas Cityju, preko braka s Chan Richardson, do njegove rane smrti u 34. godini.
Izvedba Foresta Whitakera donijela mu je nagradu za najboljeg glumca na Filmskom festivalu u Cannesu i nominaciju za Zlatni globus. Osim toga, film je osvojio Oscar za najbolji zvuk.

## Glumci
- Forest Whitaker - Charlie "Bird" Parker
- Diane Venora - Chan Parker
- Michael Zelniker - Red Rodney
- Samuel E. Wright - Dizzy Gillespie
- Keith David - Buster Franklin
- Michael McGuire - Brewster
- James Handy - Esteves
- Damon Whitaker - Mladi Bird
- Morgan Nagler - Kim
- Arlen Dean Snyder - Dr. Heath
- Sam Robards - Moscowitz
- Penelope Windust - Medicinska sestra
- Glenn Wright - Alkoholičar (kao Glenn T. Wright)
- George Orrison - Pacijent
- Bill Cobbs - Dr. Caulfield

## Vanjske poveznice
- Bird u internetskoj bazi filmova IMDb-a
- Bird na ClintEastwood.net